# Chronologie de l'invasion de l'Ukraine par la Russie (juin 2024)
Pour un article plus général, voir Invasion de l'Ukraine par la Russie.
Cet article fait partie de la chronologie de l'invasion de l'Ukraine par la Russie et présente une chronologie des événements clés de ce conflit durant le mois de juin 2024.
Pour les événements précédents, voir Chronologie de l'invasion de l'Ukraine par la Russie (mai 2024).
Pour les événements suivants, voir Chronologie de l'invasion de l'Ukraine par la Russie (juillet 2024).

## Chronologie des évènements

### 1erjuin
L'électricien Ukrenergo déclare que la Russie a lancé une attaque groupée de missiles et de drones contre des installations énergétiques dans les oblasts de Donetsk, de Zaporijjia, de Dnipropetrovsk, de Kirovohrad et d'Ivano-Frankivsk. La société énergétique privée DTEK signale que deux centrales thermiques ont été gravement endommagées,,. Le gouverneur de l'oblast de Zaporijjia déclare que la centrale hydroélectrique du Dnipro est dans un « état critique » après les attaques,. Des roquettes M142 HIMARS ont frappé des zones de concentration de troupes russes vers Belgorod, en Russie, l'armée russe affirme en avoir intercepté quatorze.

### 2 juin
Le ministère de la Défense ukrainien affirme « que la Russie a perdu, en mai, 38 940 militaires,  1 160 pièces d'artillerie, et 9 chasseurs. »
La Russie affirme avoir pris le village d'Oumanske (uk), situé à environ 25 kilomètres au nord-ouest de Donetsk,.

Présence du Président Zelensky lors du Dialogue de Shangri-La de l'Institut international des études stratégiques (IISS).
- Vovtchansk (oblast de Kharkiv) après les bombardements russes, image de la Brigade d'assaut de la police nationale Liout.

### 3 juin

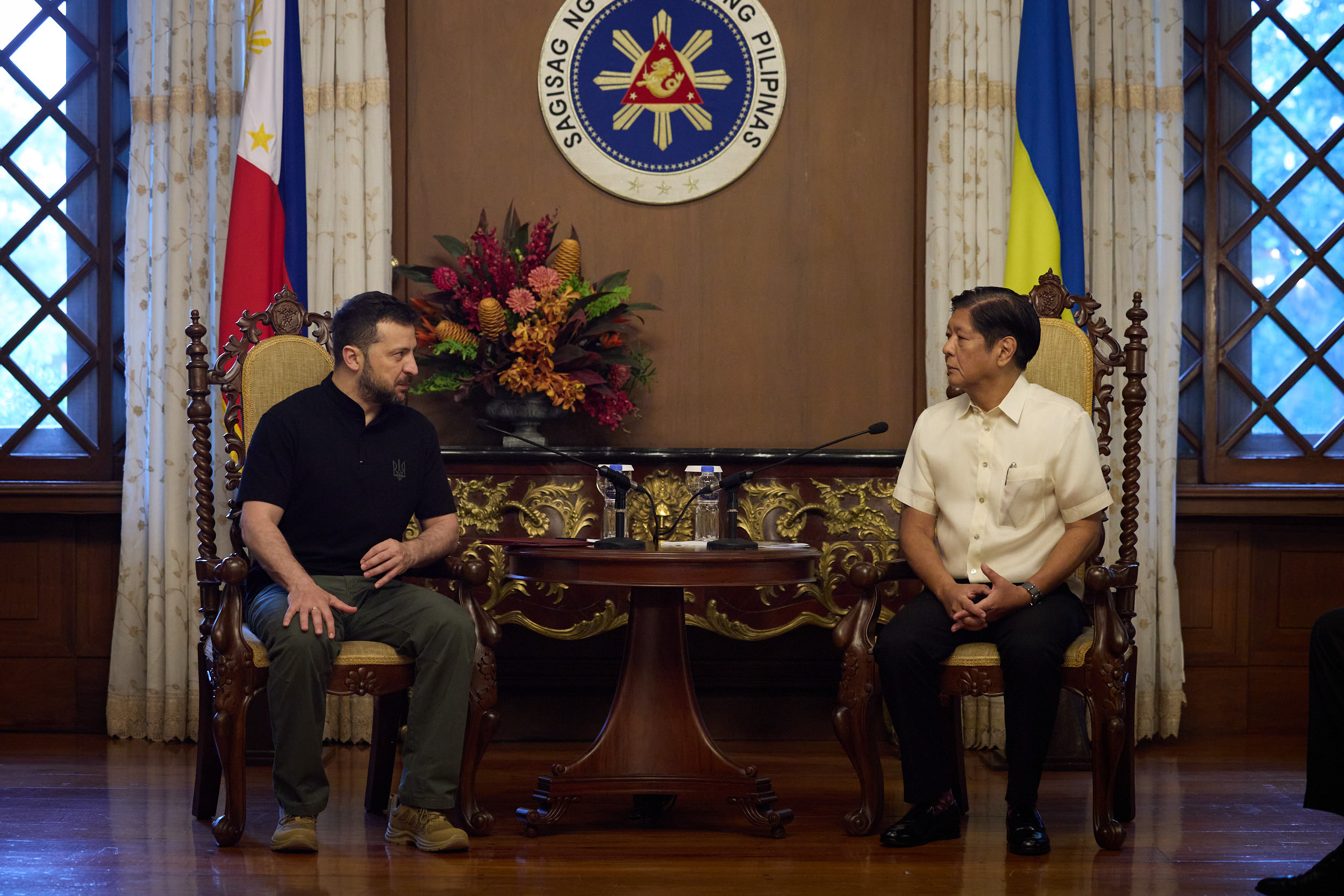
Rencontre du Président Zelensky avec le président philippin Ferdinand Marcos Jr..

L'armée ukrainienne a détruit le complexe de missiles russes S-300-S-400 dans l'oblast russe de Belgorod,,,.
Les Forces de défense ukrainiennes de la 103e brigade de défense territoriale et de la 53e brigade mécanisée, ont détruit une colonne militaire russe dans l'oblast de Koursk en Russie, entre Sverdlikovo et Soudja, près de la frontière,.
Selon les services du renseignement ukrainien, l'armée russe aurait perdu le 3 juin 1 270 soldats en 24 heures, ce qui en ferait pour la Russie la journée la plus meurtrière depuis le début du conflit.
Les Pays-Bas autorisent l'Ukraine à utiliser leurs avions F-16 pour frapper sur le sol russe.

### 4 juin
Les troupes russes intensifient leurs efforts pour s'emparer de Tchassiv Iar, oblast de Donetsk, en utilisant des unités d’infanterie, mais également un grand nombre de chars et de véhicules blindés de combat.

### 5 juin

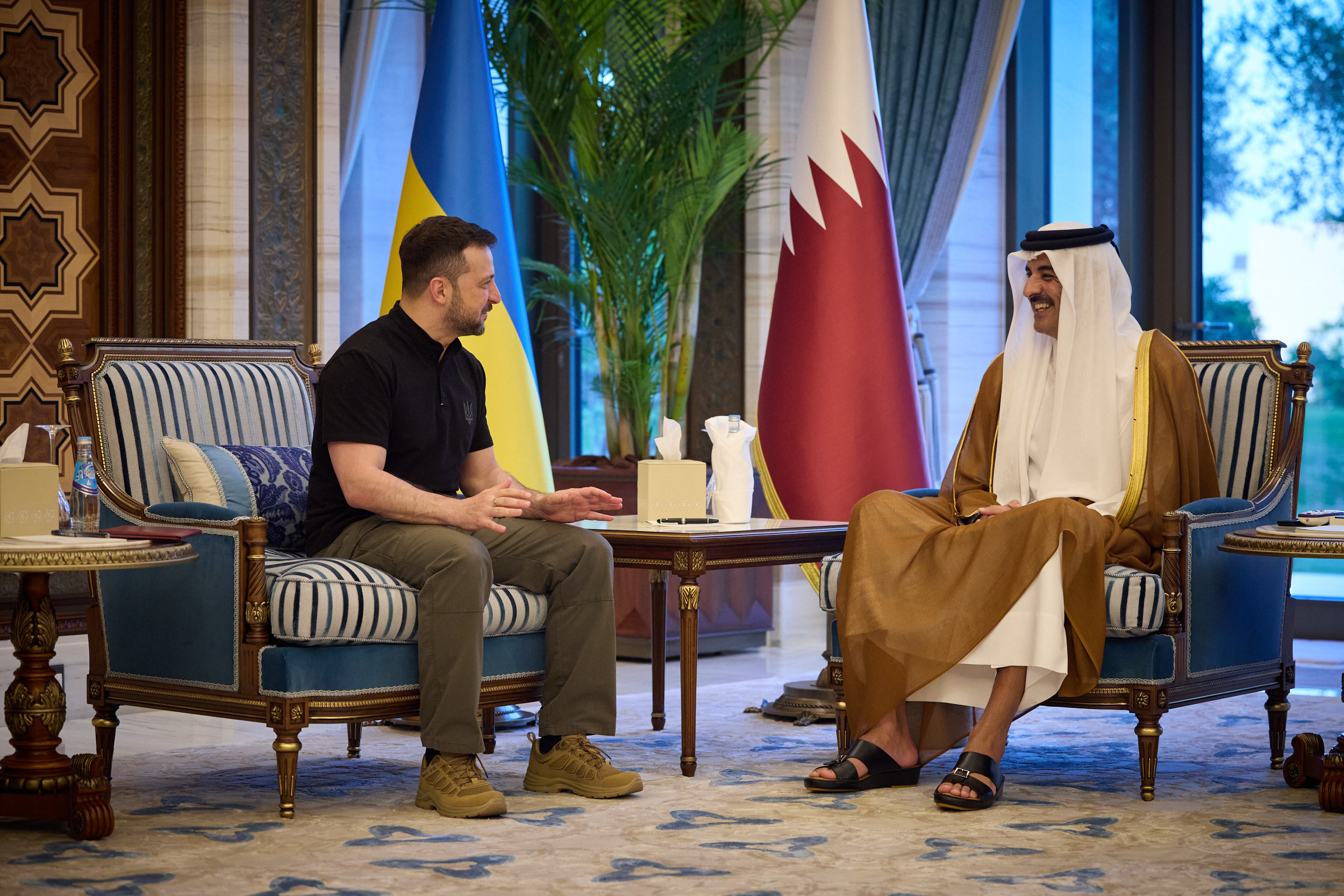
Le Président Zelensky en visite d'État, à Doha, avec Tamim ben Hamad Al Thani, émir du Qatar.

Selon l'état-major ukrainien, les forces russes de l'oblast de Donetsk, concentrent leurs efforts sur Pokrovsk et Otcheretyne

### 6 juin

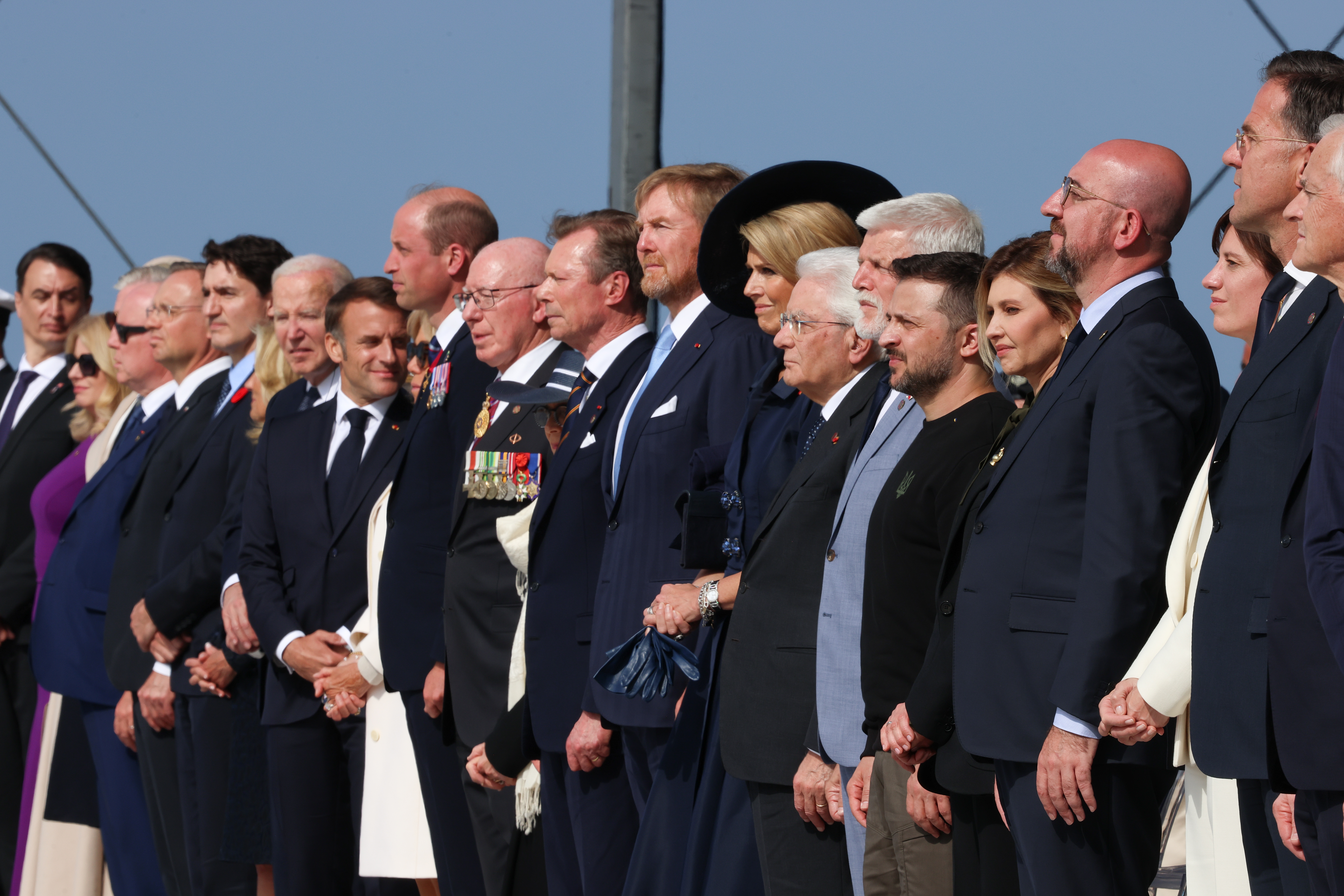
Le Président Zelensky aux commémorations du Débarquement de Normandie avec les dirigeants Justin Trudeau, Charles Michel, Emmanuel Macron, Mark Rutte, Sergio Mattarella, Petr Pavel et Amélie Derbaudrenghien.

En Russie, un incendie s'est déclaré dans la raffinerie de pétrole de Novochakhtinsk, dans l'oblast de Rostov, après une attaque de drone suicide ukrainien. Une autre attaque de drones kamikazes a ciblé le dépôt pétrolier du district urbain de Stary Oskol (ru) dans l'oblast de Belgorod,.
Ukraine, oblast de Donetsk, les forces russes concentrent leurs efforts en direction de Myrnohrad, Netaïlove et Sélydové pour atteindre Kourakhove et Pokrovsk afin de poursuivre leur offensive à l'ouest à partir d'Avdiïvka et de Marinka après avoir atteint Ocheretyne, et franchit l'autoroute H32 (uk) Pokrovsk-Kostiantynivka.
Un Su-25 ukrainien appartenant à la 299e brigade d'aviation tactique a été lourdement endommagé par une munition rôdeuse Lancet russe à la base aérienne de Kryvyï Rih, oblast de Dnipropetrovsk,.
Le Japon fait don de 101 véhicules militaires à l'Ukraine, dont des véhicules tout-terrain Toyota HMV (en), Mitsubishi Type 73 Kotaga, ainsi que des véhicules d'ingénierie à chenilles PC-065B.
Les forces spéciales de la Direction principale du renseignement ont détruit le remorqueur russe Projet 498 « Saturne » ou « Proteus » (ru) sur le lac Djarylhatch à l'extrémité occidentale de la Crimée occupée,,.
La France va d'une part, transférer plusieurs chasseurs Mirage-2000-5 français en Ukraine et d'autre part, équiper et entraîner une brigade entière de 4 500 soldats ukrainiens,,

Un remorqueur de la classe Saturne du projet 498
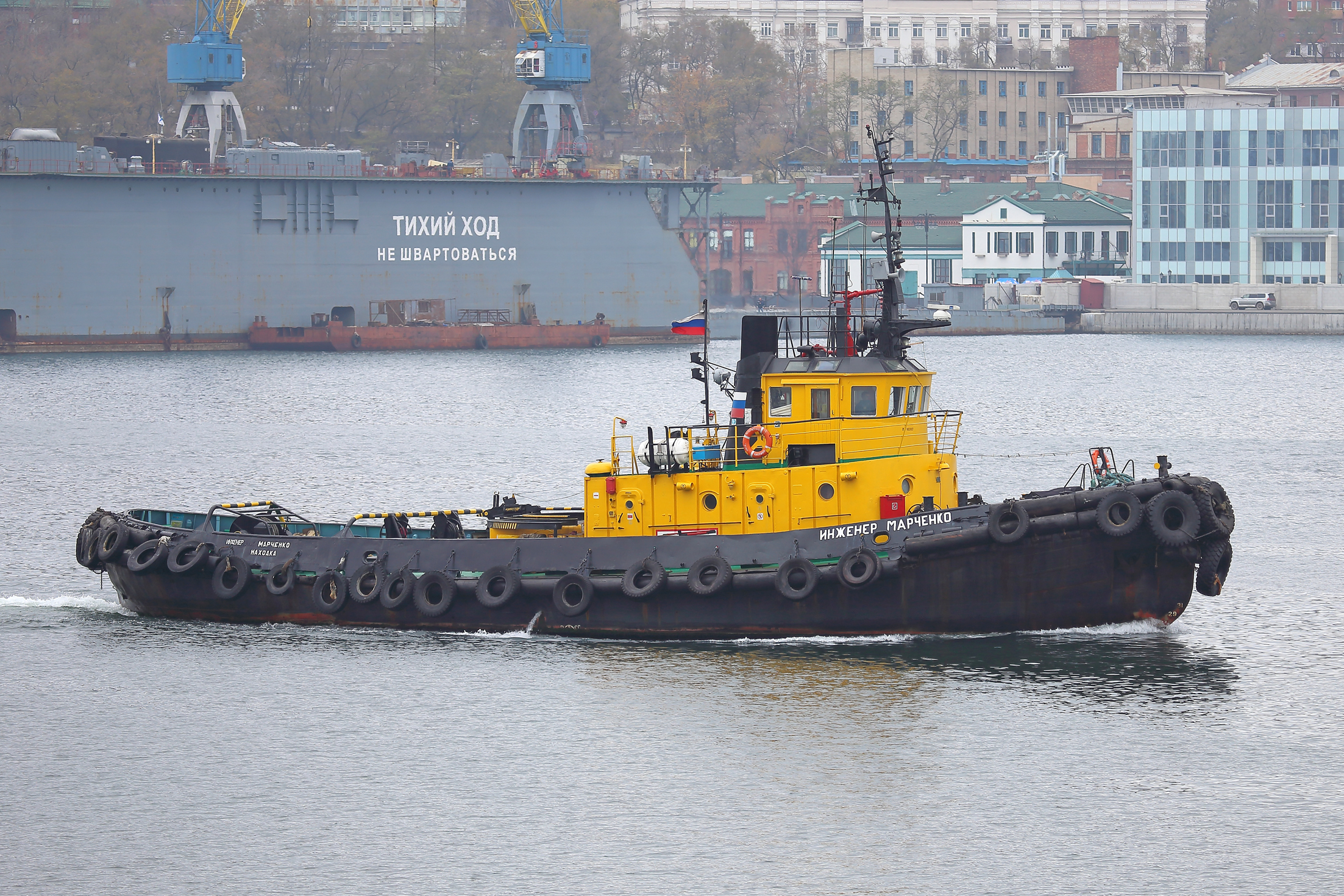

### 7 juin
Les forces ukrainiennes ont mené une frappe de missiles sur Louhansk, probablement avec des missiles ATACMS. Le chef de l’administration militaire ukrainienne de l'oblast de Louhansk, Artem Lyssohor (uk), déclare que les forces ukrainiennes ont mené une frappe de missiles qui avaient ciblé la zone du mémorial de Tombeau tranchant, école militaire d'aviation de Louhansk, où les forces russes sont casernées. Au même endroit, il y a un aérodrome, une usine de réparation d'avions ainsi qu'une autoroute menant à la frontière russe. Un dépôt pétrolier russe, dans la région, a aussi été touché pour la quatrième fois au cours des deux derniers mois,.
Des éléments de la 144e division motorisée russe (20e armée interarmes), y compris des éléments de son 488e régiment de fusiliers motorisés, ont avancé vers Terny (oblast de Soumy), située à l'ouest de Kreminna, oblast de Louhansk.
Le gouvernement ukrainien déclare que l'armée russe aurait perdu le 7 juin environ 1 200 soldats en 24 heures.

### 8 juin
Une attaque ukrainienne de drones a été enregistrée sur la base aérienne de Mozdok en Ossétie du Nord, Russie, où sont basés les avions MiG-31K et Tu-22M3,,.
| Pertes au 8 juin 2024     | Pertes au 8 juin 2024                                  | Pertes au 8 juin 2024     |
| Russie et alliés (16 199) | Équipements                                            | Ukraine et alliés (5 896) |
| ------------------------- | ------------------------------------------------------ | ------------------------- |
| 3 093                     | Chars                                                  | 841                       |
| 1 382                     | Véhicules blindés de combat                            | 381                       |
| 4 100                     | Véhicules de combat d'infanterie                       | 929                       |
| 452                       | Véhicules blindés de transport de troupes              | 478                       |
| 56                        | Véhicules blindés de haute protection contre les mines | 209                       |
| 249                       | Véhicules de transport de troupes                      | 463                       |
| 279                       | Postes de commandement et postes de communication      | 19                        |
| 496                       | Véhicules et équipements du génie                      | 157                       |
| 3                         | Véhicules terrestres sans pilote                       | 0                         |
| 43                        | Systèmes de missiles antichars automoteurs             | 18                        |
| 120                       | Véhicules et équipements de soutien d'artillerie       | 26                        |
| 372                       | Artillerie tractée                                     | 208                       |
| 757                       | Artillerie automotrice                                 | 351                       |
| 379                       | Lance-roquettes multiples                              | 72                        |
| 51                        | Canons antiaériens                                     | 4                         |
| 25                        | Canons antiaériens automoteurs                         | 18                        |
| 246                       | Systèmes de missiles sol-air                           | 157                       |
| 73                        | Radars et équipements de communication                 | 117                       |
| 81                        | Moyens de brouillage radar                             | 7                         |
| 114                       | Aéronefs                                               | 88                        |
| 137                       | Hélicoptères                                           | 46                        |
| 15                        | Drones de combat                                       | 27                        |
| 373                       | Drones de reconnaissance                               | 336                       |
| 6                         | Trains logistiques                                     | -                         |
| 3 305                     | Camions, autres véhicules dont tout-terrain            | 900                       |
| 26                        | Navires de guerre                                      | 41,                       |

### 9 juin
Le renseignement militaire ukrainien HUR MOU revendique la destruction d'un Su-57 sur l'aérodrome d'Akhtoubinsk dans l'oblast d'Astrakhan, Russie,.
Le président tchétchène Ramzan Kadyrov annonce l'occupation du village frontalier de Ryjivka (uk) dans l'oblast de Soumy par les troupes russes. L'Ukraine dément.

### 10 juin
Le ministère de la Défense russe affirme avoir pris le village de Staromayorskoye (uk), dans l'oblast de Donetsk,. Mustafa Nayyem, chef de l'Agence pour la reconstruction de l'Ukraine, démissionne, n'ayant pas été convié à Berlin où se prépare la Conférence sur la reconstruction de l’Ukraine.
Crimée occupée, l'armée ukrainienne affirme avoir détruit des batteries de missiles S-300 près de Tchornomorske et Eupatoria et des S-400 près de Djankoï.
Les Forces armées ukrainiennes, ont endommagé 2 complexes S-300 et quatre radars dans les raïons de Djankoï et de Saky en Crimée,.
L’armée ukrainienne affirme avoir abattu un avion de chasse russe Su-25 au-dessus du secteur de Pokrovsk dans l'oblast de Donetsk.

### 11 juin
Un Soukhoï Su-34 russe et son équipage se sont écrasés en Ossétie du Nord, Russie.
Ukraine, un drone suicide Switchblade ukrainien, a frappé un lance-missiles russe Bouk à Sarabach (uk), raïon de Kalmiouske dans l'oblast de Donetsk.
L'Ukraine a officiellement présenté ses forces de systèmes sans pilote commandées par le colonel Vadym Soukharevskyi (en).

### 12 juin
Un bombardement sur Kryvyï Rih, oblast de Dnipropetrovsk, a fait neuf morts et vingt-neuf blessés.
Oleksandr Syrskyi affirme que la Russie a déployé huit brigades d'attaque dans l'oblast de Donetsk, secteurs de Pokrovsk et de Kourakhove ; et des combats se poursuivent également près de Klichtchiïvka, et Tchassiv Iar, ainsi qu'à Kalynivka (uk), oblast de Donetsk.
Javier Milei, président argentin, Louis Petri, ministre de la Défense argentin et Diana Mondino, ministre des Affaires étrangères sont en négociation pour livrer cinq Dassault Super-Étendard à l'Ukraine.

### 13 juin

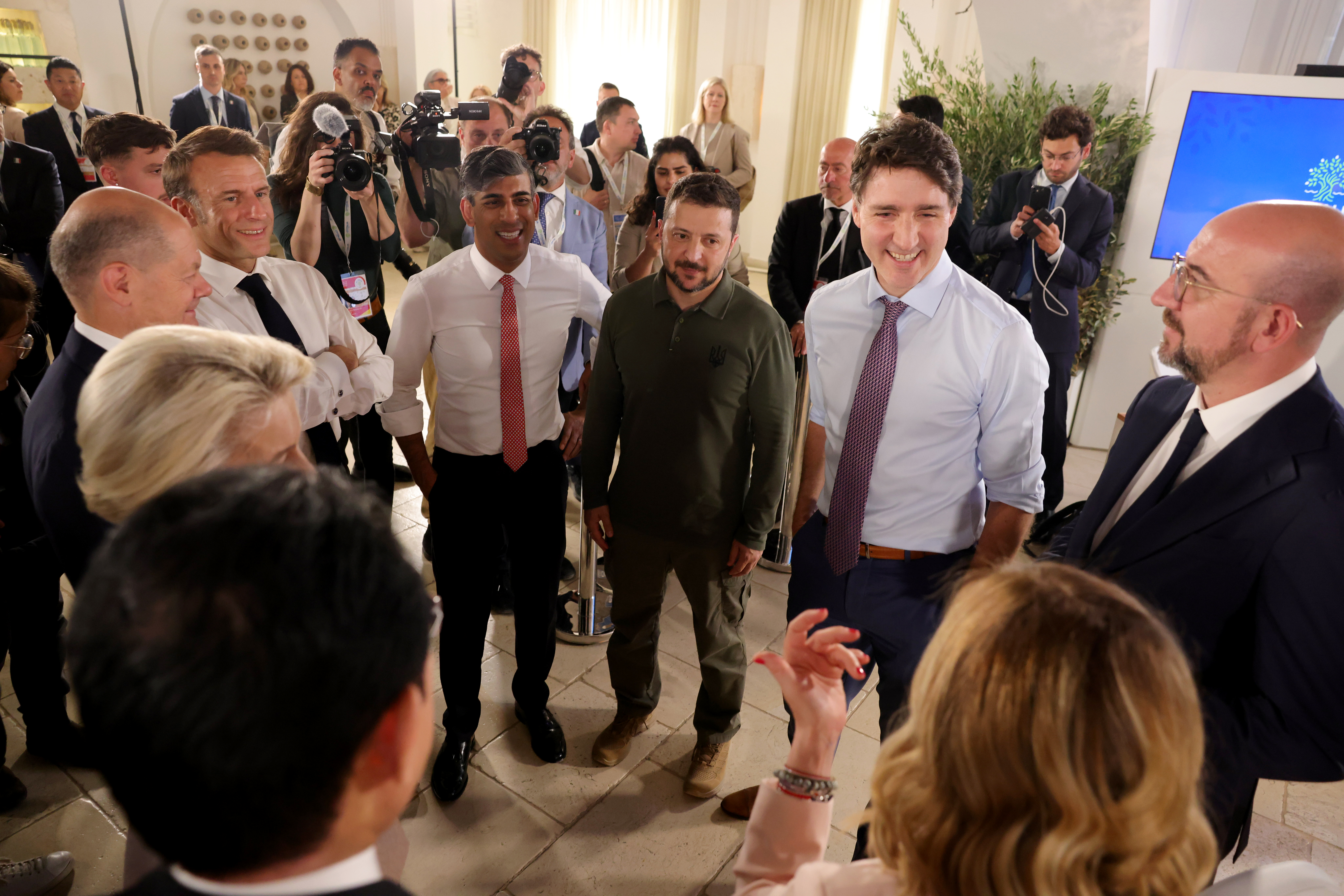
Rencontre au G7, en Italie, des dirigeants : Giorgia Meloni, Ursula von der Leyen, Rishi Sunak, Volodymyr Zelensky, Justin Trudeau, Olaf Scholz, Fumio Kishida et Emmanuel Macron.

Un employé de la centrale nucléaire de Zaporijjia a été condamné à dix années de prison pour avoir collaboré avec le pouvoir russe.
Le Canada envoi deux-mille roquettes air-sol CRV7 (en) retirées du service et vingt-neuf tourelleaux Nanuk ainsi que des munitions pour armes individuelles.
Le secrétaire américain à la Défense, Lloyd Austin, a déclaré lors de la cérémonie d’ouverture de la 23e réunion du Groupe de contact sur la défense de l'Ukraine que depuis l'invasion de la Russie en février 2022, au moins 350 000 soldats russes ont été tués ou blessés, 24 navires de guerre russes ont été coulés ou endommagés en mer Noire, et avant que l'armée russe ne reprenne son offensive en septembre 2023, elle a perdu plus de 2 600 chars sur la ligne de front, rappelant une fois de plus le prix que la Russie a payé pour les ambitions impériales de Poutine,.
L'armée ukrainienne affirme que son 3e régiment des forces spéciales avait détruit pour la première fois une station de communications de relais radio numérique russe R-416GM « Granit-M » ; un système basé sur un camion conçu pour améliorer l'efficacité des unités de relais radio sur le terrain,,.

### 14 juin

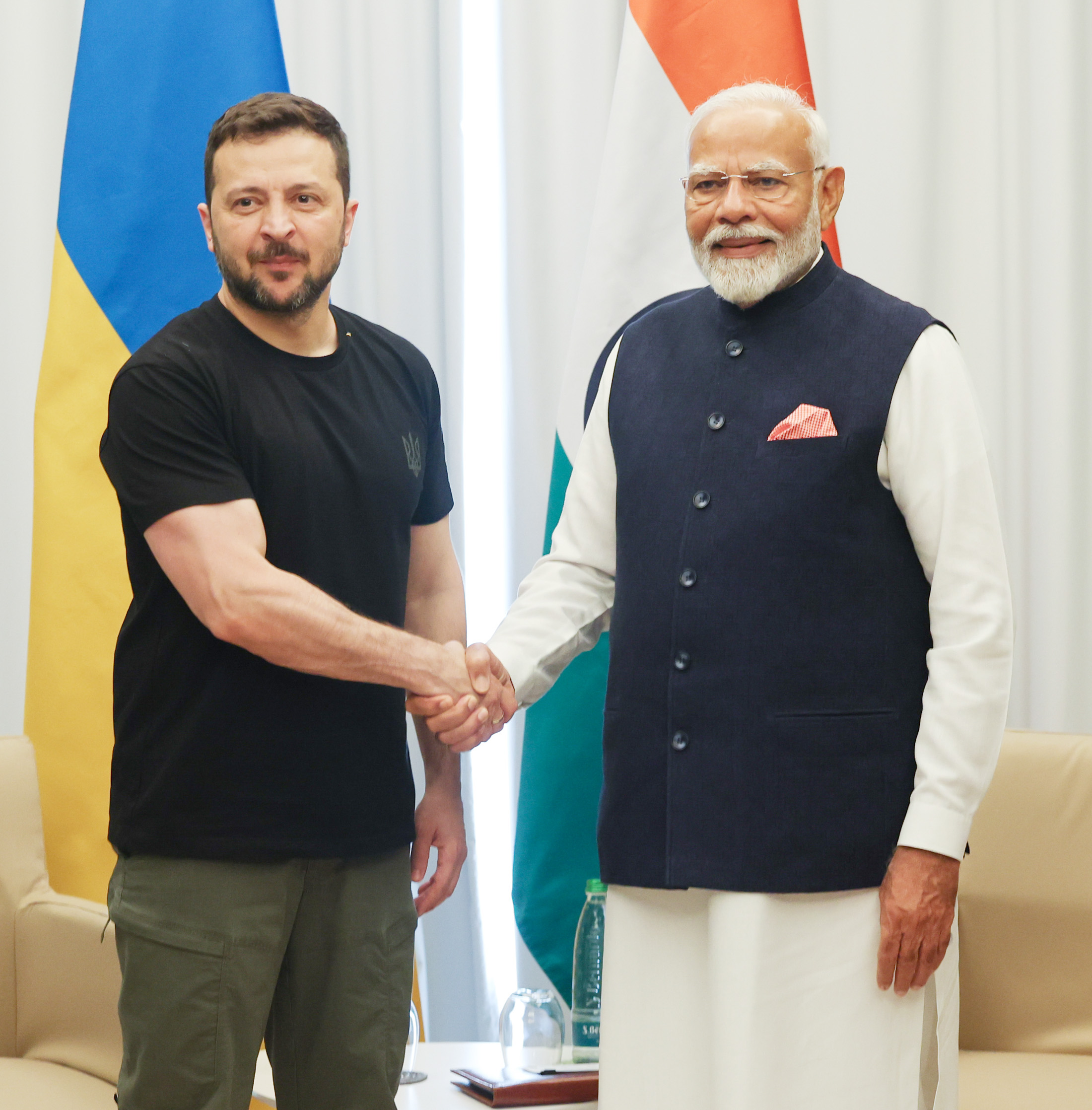
Rencontre bilatérale de Narendra Modi, Premier ministre de l'Inde, à droite, et du Président Volodymyr Zelensky en marge du G7 en Italie

Le Président Poutine demande la reddition sans condition de l'Ukraine comme préalable à des négociations de la paix et que Kyïv ne rejoigne pas l'Otan, retire ses forces des oblasts de Donetsk, de Louhansk, de Kherson et de Zaporijjia. Le Président Volodymyr Zelensky a rejeté cet « ultimatum à la Hitler » et balayant ces exigences qui « heurtent le bon sens ».
La 68e brigade de chasseurs ukrainienne rapporte que lors des combats dans le secteur de Pokrovskaia (uk), elle a détruit une compagnie entière de blindés russes composée de 16 véhicules, dont huit chars et huit véhicules de combat d’infanterie. Plus tard, un porte-parole du groupe Khortytsia a confirmé les rapports de la brigade, déclarant que : « Sur l'axe de Pokrovsk, nos forces de défense ont détruit huit chars russes et en ont endommagé deux autres. Il y en a 10 au total, équivalant à une compagnie de chars. En outre, les défenseurs ont détruit huit autres véhicules blindés de combat, deux systèmes d’artillerie et quatre autres véhicules (plus un endommagé) sur cette section du front ».
Le général Boudanov, directeur du renseignement militaire ukrainien (HUR), affirme que les forces russes ont installé une batterie de défense aérienne S-500 en Crimée occupée, un modèle dérivé du S-300.
Les responsables du renseignement HUR affirment que deux bombardiers Su-34 ont été endommagés lors d'une frappe ukrainienne de drones sur la base aérienne de Morozovsk dans l'oblast de Rostov,.
La Russie désigne la Légion géorgienne, une unité de volontaires étrangers combattant pour l'Ukraine, comme une organisation terroriste.

### 15 juin

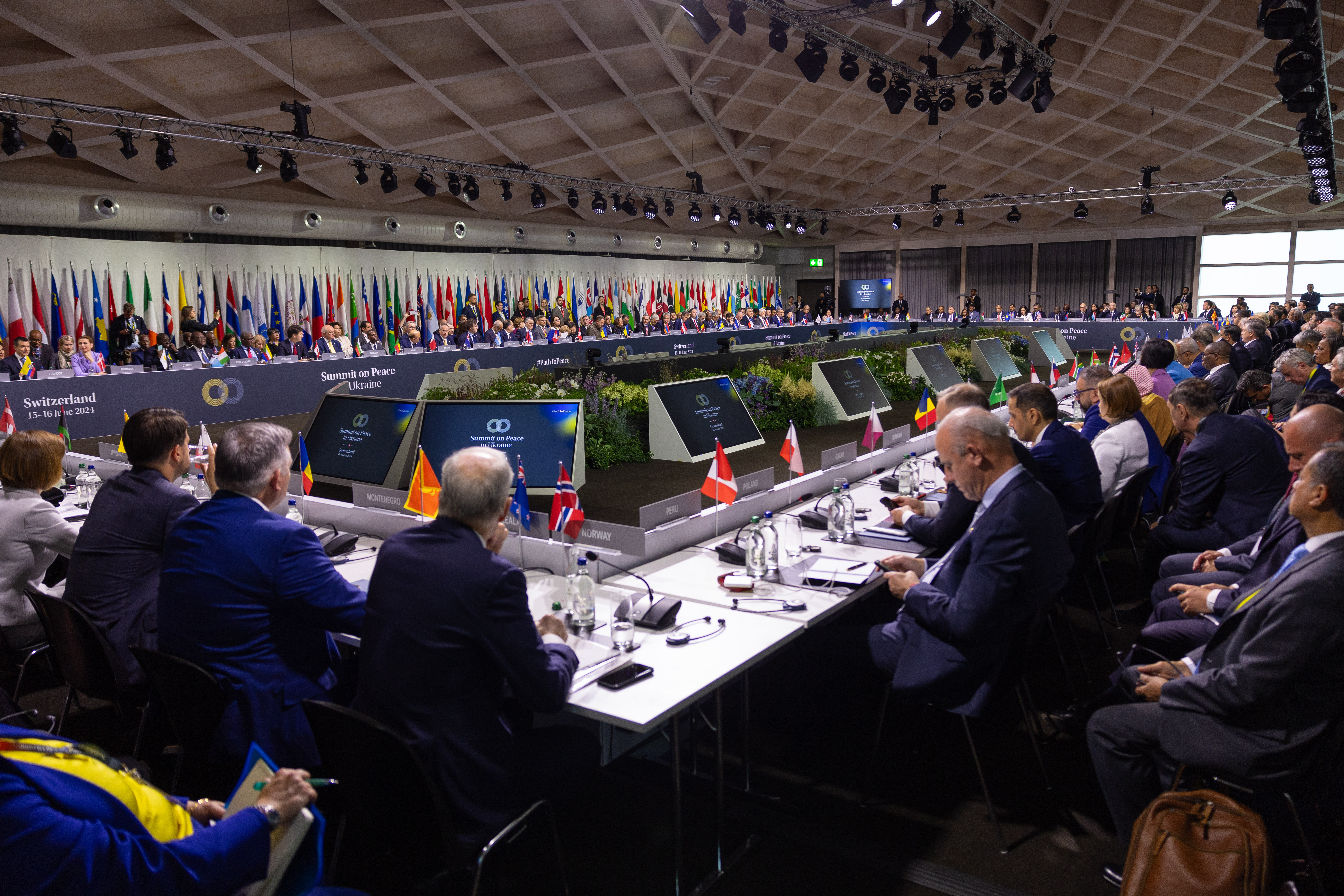
Conférence de haut niveau sur la paix en Ukraine réunie en Suisse.

Le sommet de paix ukrainien de juin 2024 s'ouvre en Suisse avec la participation de 92 pays. La Russie et la Chine n'assistent pas à la réunion,.

### 16 juin
En conclusion de la Conférence de haut niveau sur la paix en Ukraine quatre-vingt-quatre pays ont signé le communiqué final. Le texte réaffirme : un soutien à l’ intégrité territoriale de l’Ukraine, s’oppose à la militarisation de la sécurité alimentaire, demande le retour des enfants ukrainiens déportés. le communiqué final n'est cependant pas signé par un certain nombre de grands pays émergents comme le Brésil, l'Indonésie, l'Arabie saoudite... mais aussi par les absents que sont la Chine et la Russie.
La brigade Azov, avec la 1re brigade présidentielle d'affectation opérationnelle de la Garde nationale ukrainienne, affirment avoir avancé d’un kilomètre et repoussé les forces russes dans la forêt de Serebryansky dans l'oblast de Louhansk

### 17 juin
L'armée russe continue son grignotage du terrain en prenant le village de Zahirne (uk), l'oblast de Zaporijjia.

### 18 juin
Russie, une attaque de drones ukrainiens a déclenché au moins cinq explosions dans des citernes de stockage de pétrole du port d'Azov, rattaché à Rostov-sur-le-Don ; le feu s'est répandu sur près de 3 200 mètres carrés,.
Ukraine, les forces ukrainiennes ont repris le village de Tykhe (uk), à l'ouest de Vovtchansk, oblast de Kharkiv, ou des « dizaines » de soldats russes seraient bloqués dans le centre de Vovtchansk. D'autres rapports font état de 200 soldats russes.
Un observateur militaire ukrainien, Kostyantyn Mashovets, affirme que le Groupement central des forces russes compte environ 87 000 hommes, 365 chars et 864 véhicules blindés de combat, dont environ 68 000 à 70 000 hommes, 310 à 320 chars et environ 576 véhicules blindés de combat sont actuellement déployés en direction de Pokrovsk, oblast de Donetsk.

### 19 juin
Le dictateur nord-coréen Kim Jong Un s’est engagé à « soutenir inconditionnellement » la Russie dans son invasion de l’Ukraine lors d’une visite de Poutine à Pyongyang.
Le groupe d'assaut ukrainien « Cygne noir » (225e bataillon automobile) indique que des combats féroces ont lieu à Tchassiv Iar,  oblast de Donetsk, et déclare que le commandant de la 98e division aéroportée russe, Oleksandr Lapchyn, a été tué lors des combats,.

### 20 juin
La Russie affirme avoir utilisé la bombe planante FAB-3000, de 3000 kg, M-54 Unified Planning and Correction Module (UMPK), pour la première fois, afin d'attaquer des positions ukrainiennes près de Lyptsi dans l'oblast de Kharkiv
Ukraine, selon l'ISW, au nord, les forces ukrainiennes ont avancé près de Vovtchansk, oblast de Kharkiv, tandis qu'à l'est, les forces russes ont avancé dans l'oblast de Donetsk, près de Tchassiv Iar, Avdiïvka et Donetsk.
En Russie, l'état-major ukrainien indique que des attaques nocturnes de drones, menées par le SBU, touchent la raffinerie de pétrole d'Afipski (ru) appartenant au groupe Safmar, dans le kraï de Krasnodar, le dépôt de carburant et de lubrifiants « Tambownefteprodukt », filiale de la compagnie pétrolière Rosneft, dans l'oblast de Tambov et le dépôt pétrolier Enjemskaya de la société « Lukoil-Jugnefteprodukt » à Enem (Russie) en république d'Adyguée, Caucase de l'Ouest,.

### 21 juin
La Russie affirme que l'Ukraine a lancé plus de 100 drones en Crimée, dans le kraï de Krasnodar et dans l'oblast de Volgograd. Le ministère russe de la Défense déclare que 43 drones ont été abattus au-dessus du kraï de Krasnodar, 70 autres au-dessus de la Crimée et un à Volgograd. Six drones navals ont également été détruits en mer Noire. Les premiers rapports suggéraient qu'un « incendie de 50 mètres carrés » s'était déclaré à la raffinerie d'Ilya dans le kraï de Krasnodar, mais qu'il était désormais éteint. L'aérodrome militaire de Ieïsk, également dans le kraï de Krasnodar, a été attaqué,. Un hélicoptère Ka-29 aurait été abattu au-dessus de la Crimée par des tirs amis pendant les attaques, tuant son équipage de quatre personnes.

### 22 juin

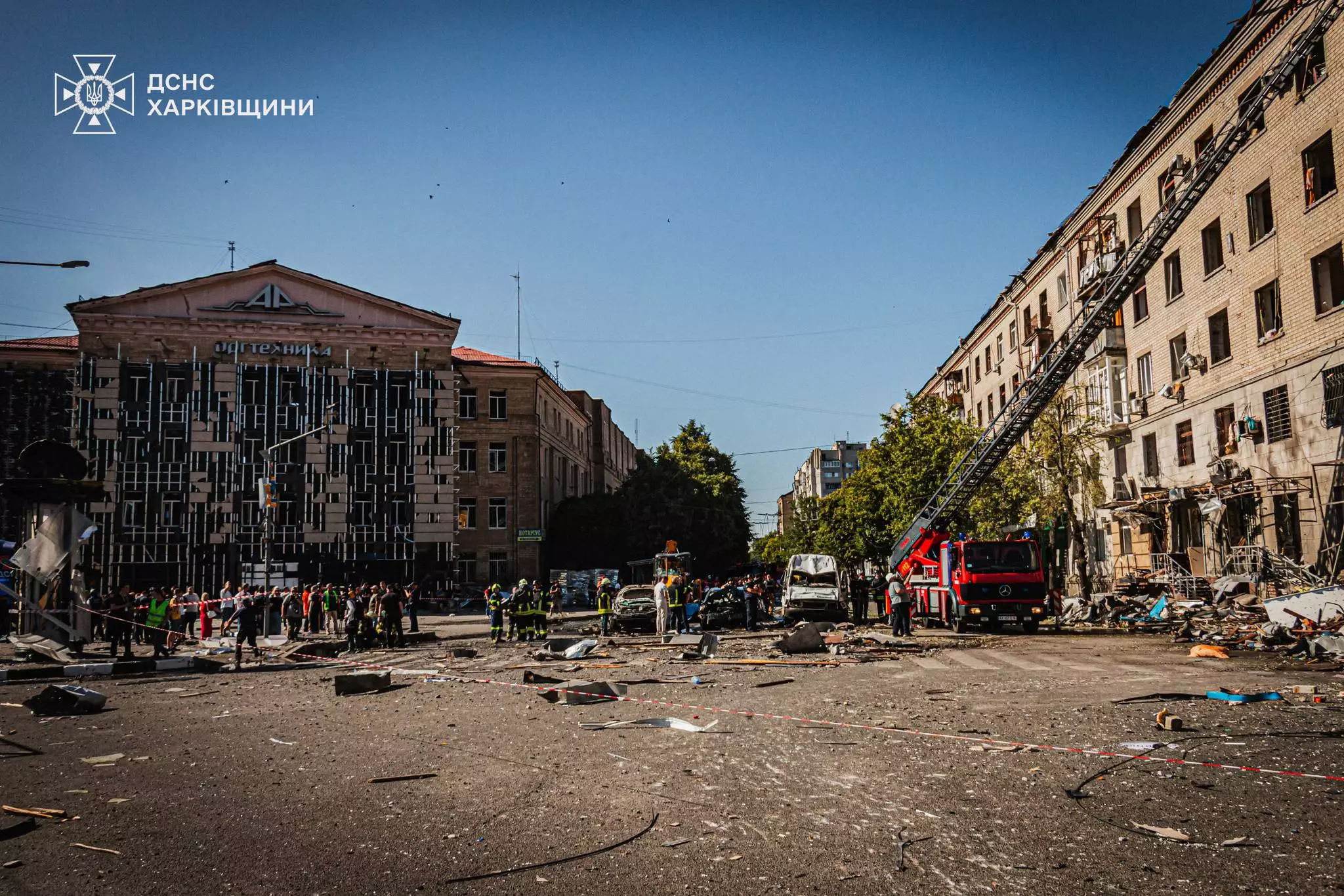
Bombardement à Kharkiv.

Dans la nuit, les forces russes ont utilisé 16 missiles de différents types et 13 drones d'attaque :
- 10 missiles de croisière Kh-101/Kh-555 tirés d'avions stratégiques Tu-95 MS venant de la zone de lancement : oblast de Saratov ; 7 de ceux-ci ont été détruits.
- 2 missiles de croisière Iskander-K tirés depuis la Crimée ; 1 a été détruit.
- 4 missiles de croisière Kalibr tirés depuis la mer Noire ; 4 ont été détruits.
- 13 drones d'attaque Shahed 131/136 ayant comme zone de lancement la base aérienne de Primorsko-Akhtarsk, Kraï de Krasnodar ; 13 ont été détruits.
Trois morts et cinquante six blessés dans un bombardement à Kharkiv[98].

### 23 juin
L'unité de partisans ukrainiens Atesh a saboté la ligne de chemin de fer Rostov-sur-le-Don-Marioupol en mettant le feu à une armoire relais à Rostov-sur-le-Don, Russie. L'armée ukrainienne affirme avoir frappé le poste de commandement d'un régiment de fusiliers motorisés russes à Nekhoteyevka (ru) dans l'oblast de Belgorod.
Le ministère de la Défense russe déplore 4 morts et 151 blessés lors du tir de cinq missiles MGM-140 ATACMS chargés d'armes à sous-munitions, quatre auraient été interceptés. Des fragments de missiles sont tombés à proximité de la plage d'Oucheïeva au nord de Sébastopol, Crimée occupée.
Comme le montrent des images satellite, une autre frappe provoque des dommages au Centre russe de communications spatiales à longue portée, le complexe Pluton (en), situé dans le village de Vitino (ru), dans le raïon de Saky, près d'Eupatoria, en Crimée,,.

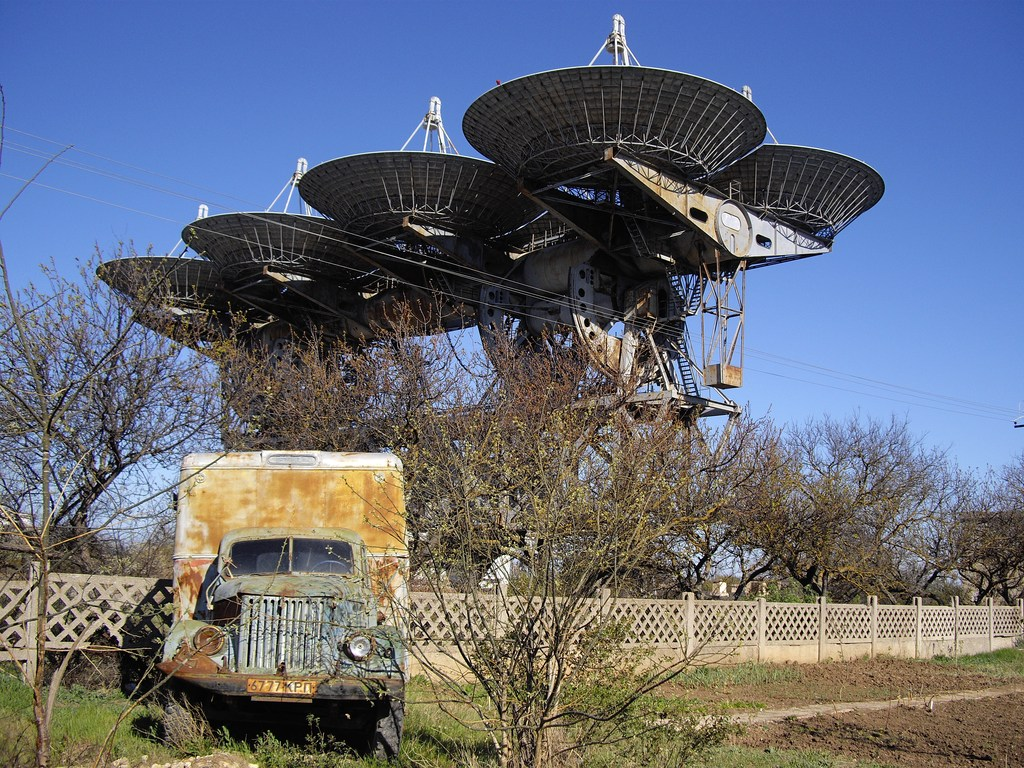
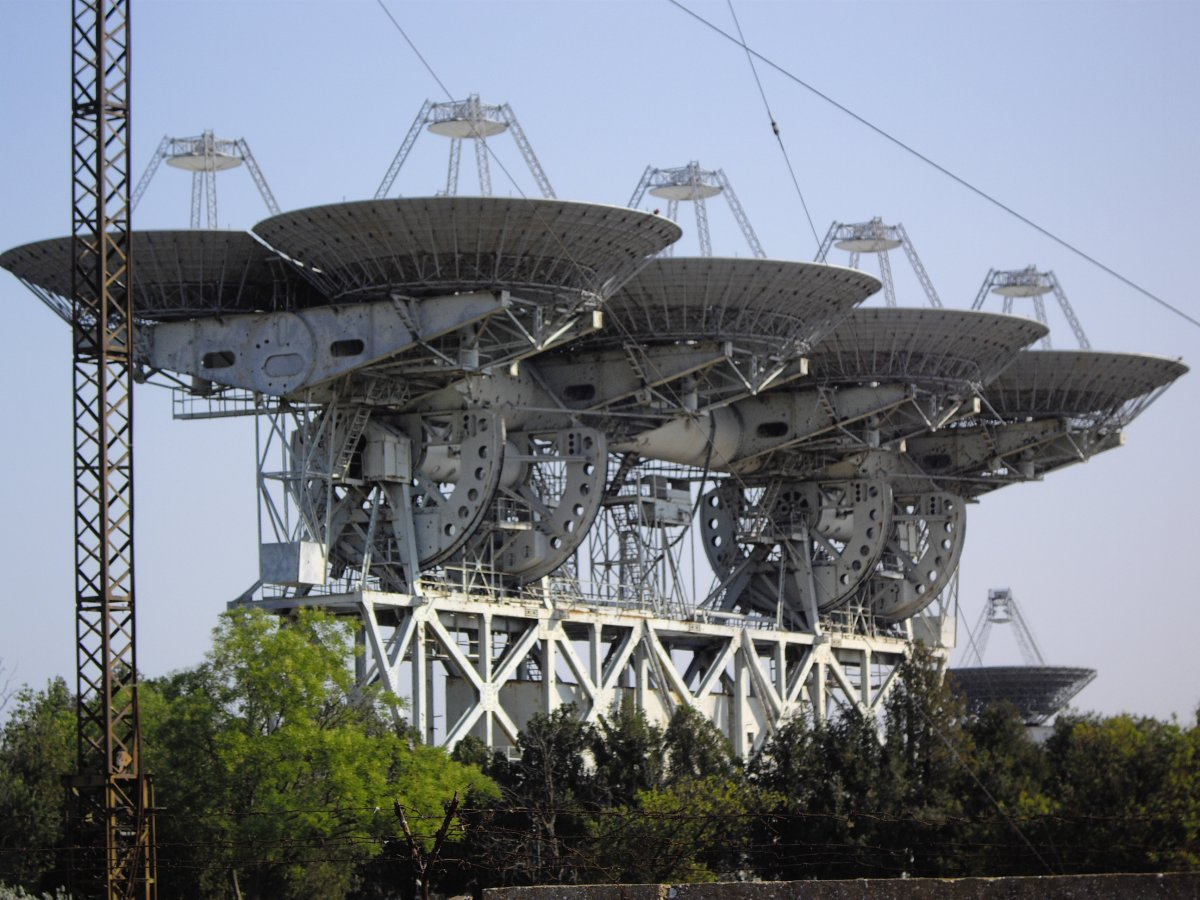
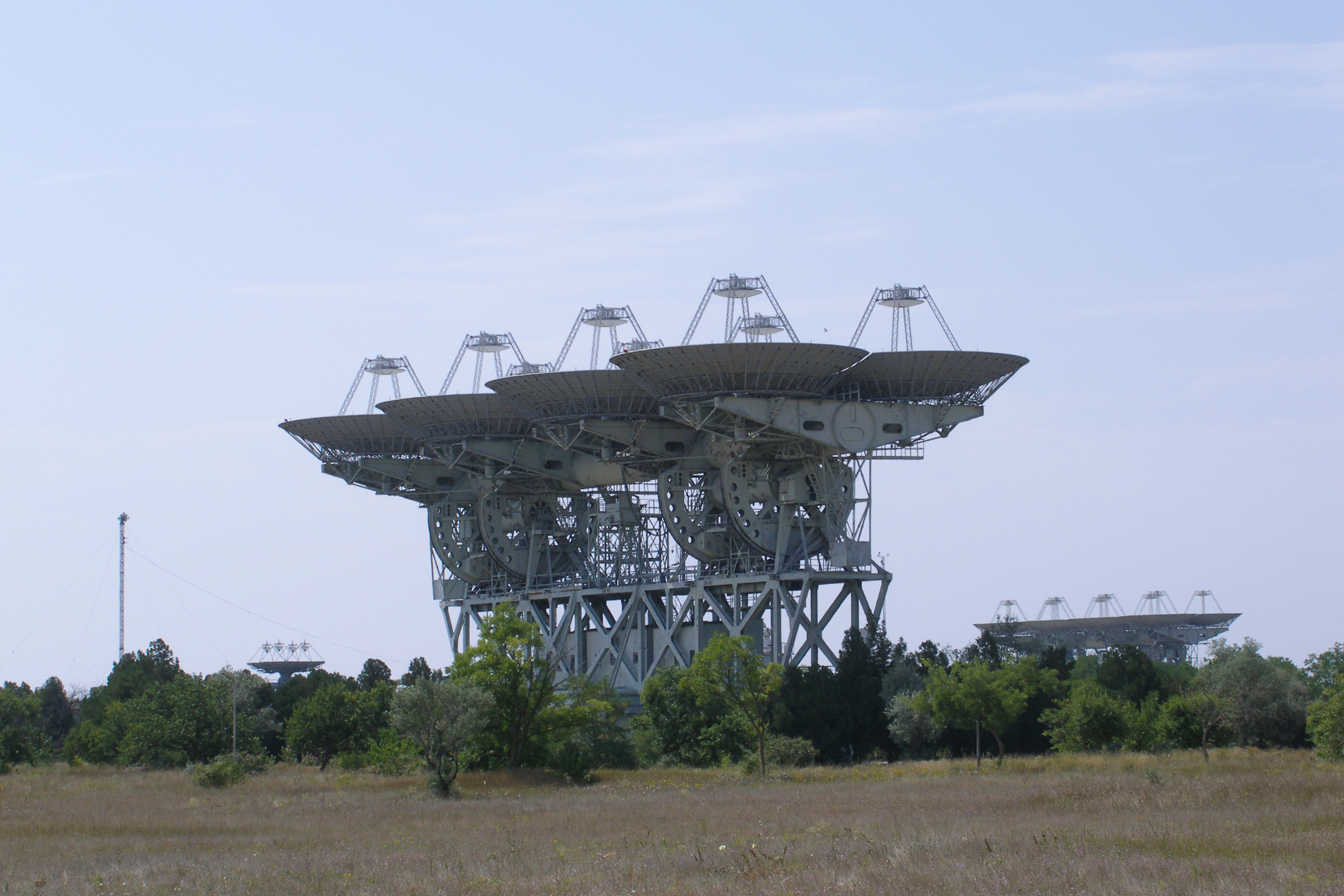

- Complexe Pluton (en)

### 24 juin
Le Président Zelensky démet le général Iouriy Sodol comme commandant des forces conjointes des forces armées ukrainiennes et nomme Andriy Hnatov à sa place,.

L'Ukraine a déployé pour la première fois des roquettes M30 GMLRS équipées d'ogives à sous-munitions,.
Selon l'ISW, au nord, les forces ukrainiennes ont repris des positions perdues à Starytsia (uk) près de Vovtchansk, oblast de Kharkiv, pendant qu'à l'est, les troupes russes ont progressé près de Siversk et Toretsk, oblast de Donetsk.
Les pays de l'UE ont convenu d'allouer une tranche d'aide militaire à l'Ukraine d’un montant maximal de 1,4 milliard d’euros, qui proviendra du produit du gel des avoirs russes.
La dette ukrainienne de 18,7 milliards d'€ doit être restructurée avant le 1er août, elle est détenue par des fonds privés internationaux comme BlackRock ou Amundi.

### 25 juin
Russie, un dépôt de munitions flambe dans l'oblast de Voronej. L'Ukraine revendique l'avoir touché par une attaque de drones, et l’armée russe a dit avoir détruit, dans la nuit précédente trente drones dans les régions de Belgorod et de Voronej.

.

La Cour pénale internationale émet des mandats d’arrêt contre l'ancien ministre russe de la Défense Sergueï Choïgou et le chef d'état-major général Valeri Guerassimov pour crimes de guerre et crimes contre l'humanité liés à des frappes sur des installations énergétiques ukrainiennes de 2022 à 2023,.

Le ministère des Affaires étrangères russe annonce qu'« en réponse à la décision prise par le Conseil de l'UE, le 17 mai, d'interdire toute activité de diffusion à quatre médias russes (RIA Novosti, Izvestia et Rossiskaïa Gazeta et le site Voice of Europe », des restrictions réciproques sont imposées sur l'accès depuis le territoire de la fédération de Russie aux ressources de diffusion d’un grand nombre de médias, et d'opérateurs médiatiques, des États membres de l'Union européenne qui diffusent systématiquement des informations dites inexactes sur le déroulement de l'opération militaire spéciale. Sont concernés entre autres : Le Monde, Libération, La Croix, L'Express, Radio France, l'Agence France-Presse, les chaînes LCI, CNews et Arte. Parmi les médias étrangers figurent les allemands Der Spiegel, Die Zeit, Frankfurter Allgemeine Zeitung, l'espagnol El País, les italiens La Stampa, La Repubblica, ainsi que les médias Politico et EUobserver.
Un échange réciproque de 90 prisonniers est organisé entre les deux pays sous l'égide des Émirats arabes unis.

### 26 juin
Au nord, le gouverneur (uk) de l'oblast de Kharkiv, Oleh Syniehoubov, indique : « Des dizaines d'occupants (russes) ont été bloqués au niveau de l'un des sites industriels de la ville de Vovtchansk. Les Russes tentent de percer, mais enregistrent des pertes constamment. La tâche de notre armée est d'infliger un maximum de dommages dans les secteurs de Lyptsi et Vovtchansk. Nous devons détruire un maximum de troupes, d'équipements militaires et d’armes. ».
À l'est, le Président Volodymyr Zelensky et le Commandant en chef de l'armée ukrainienne, le général Oleksandr Syrskyi, se sont rendus sur la ligne de front dans la région de Donetsk et dans les 110e et 47e brigades avec le nouveau commandant des forces armées conjointes de l'Ukraine, Andriy Hnatov,.

### 27 juin
Le 27 juin, le secrétaire général de l’Otan Jens Stoltenberg, déclare que l'armée russe n'a obtenu que des gains limités depuis ses offensives du printemps et n'est pas capable de « percées significatives », même s'il s'attend à ce qu'elle continue de pousser sur les différents fronts et de multiplier les attaques aériennes.

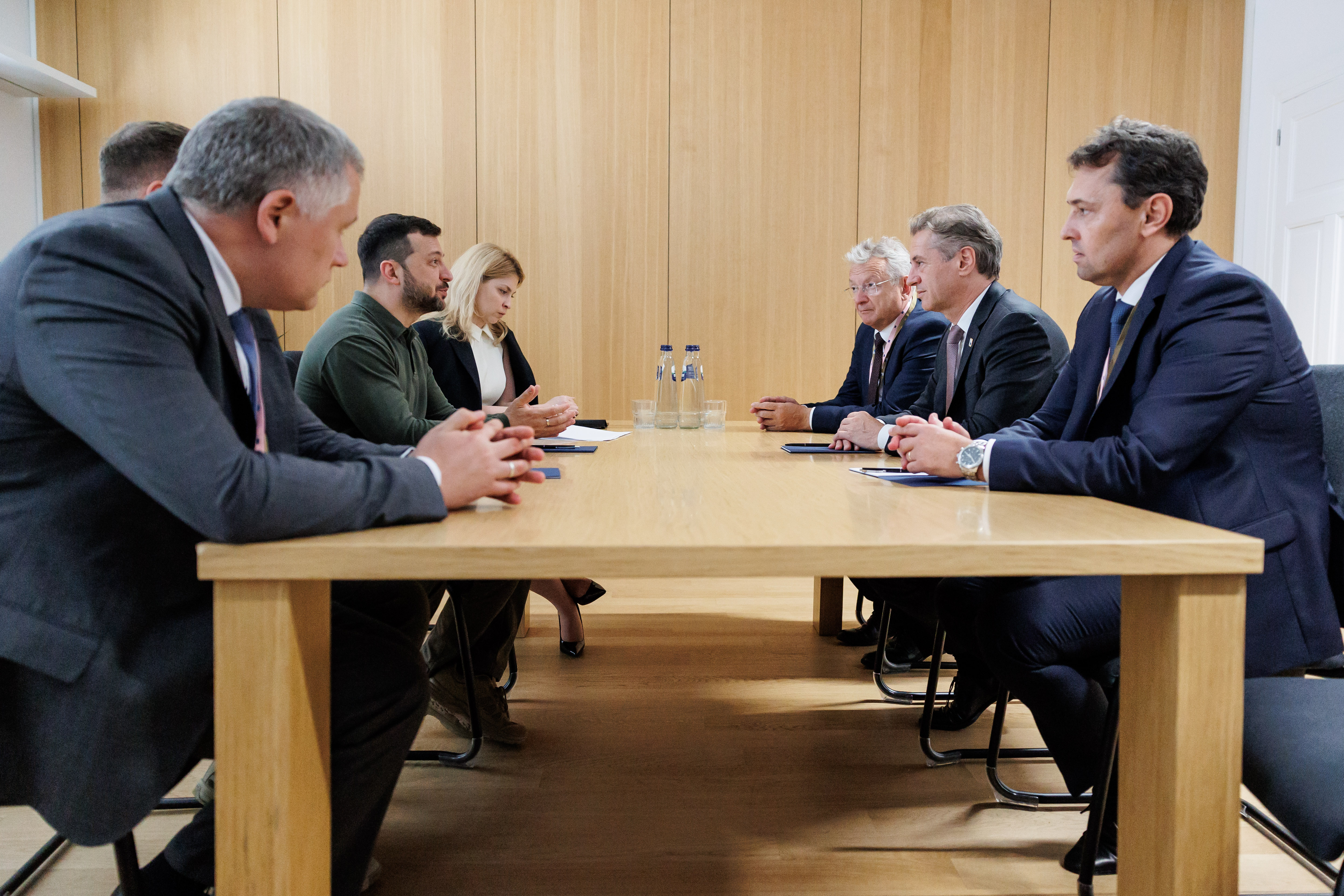
Sommet bilatéral Ukraine-Slovénie, à Kyïv.

Un accord de sécurité entre l'Union européenne et l'Ukraine a été signé lors d'une visite à Bruxelles. Il comprend un engagement sur la sécurité à long terme et une tranche de 1,9 milliard d'euros est débloquée.
Le direction générale du renseignement du ministère de la Défense ukrainien (GUR MOU) revendique une attaque cyber d'ampleur sur les services de télécommunication en Crimée, perturbations dans la téléphonie, les transactions commerciales et blocage du Pont de Crimée.

### 28 juin
Des bombardements russes sur l'est de l'Ukraine, font quatre morts et trois blessés à Niou-Iork, un mort et six blessés à Dnipro, huit blessés à Kharkiv. Cinq morts sont à déplorer Gorodichtche (ru), dans l'oblast de Koursk lors d'une attaque ukrainienne de drones.

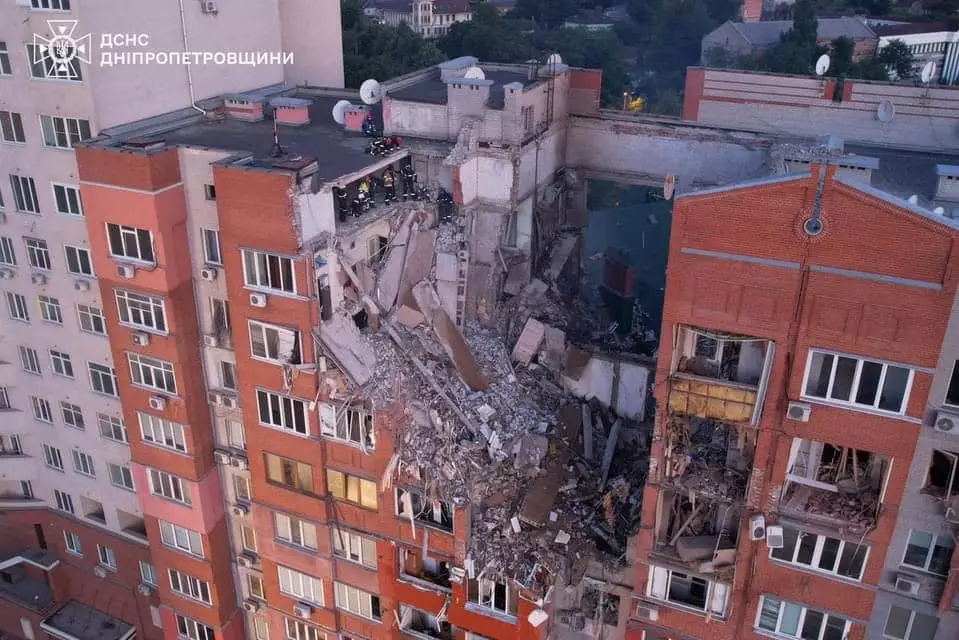
L'immeuble de Dnipro touché.

En Russie, le gouverneur (ru) de l'oblast de Tambov, Maxime Egorov (ru), affirme qu’un dépôt pétrolier a été incendié par une frappe de drone.
La Garde nationale ukrainienne affirme avoir abattu un avion de chasse russe Su-25 au-dessus de l'oblast de Donetsk à l’aide d’un système portatif MANPADS.
Les médias ukrainiens rapportent qu’un missile ATACMS a détruit un système de missiles S-400 ou S-500, à l'aide de bombes à fragmentation, dans un endroit indéterminé en Crimée occupée.

### 29 juin
La Russie affirme avoir pris le village de Choumy (uk), à dix kilomètres à l’est de Toretsk, oblast de Donetsk et avoir intercepté trente-six drones ukrainiens dans l'ouest du pays.
 Le GUR MOU avec l'aide la société informatique BO Team revendiquent l'attaque et la destruction de plus de cent téraoctets chez les sociétés collaborant avec l'armée Russe OrbitSoft et Orient Systems.

### 30 juin
La Russie revendique la destruction de trente-six drones au dessus des régions de Briansk, Koursk et Belgorod.
Cinq personnes ont été blessées par une attaque de missiles dans le raïon d'Obolon de Kyïv.
Crimée, des explosions ont été entendues dans l'entourage de Chtcholkine et du pont de Kertch l'attaque de missiles ayant provoqué des files d'attente pour le traverser.

### Juillet 2024
Pour les événements suivants, voir Chronologie de l'invasion de l'Ukraine par la Russie (juillet 2024).